# 聲色犬馬
《聲色犬馬》是1974年由邵氏公司出品，李翰祥導演，許冠文、白小曼、胡錦、張沖等主演的電影。女主角白小曼是中美混血兒，出道即被邵氏冠以「林黛之後的最大發現」，可惜拍畢本片便自殺身亡。本片其後於2000年代經過天映娛樂數碼修復推出DVD-Video。

## 演員表
| 演員   | 角色                      |
| ------ | ------------------------- |
| 許冠文 | 傑美方/二叔公/吳新堅/江郎 |
| 胡錦   | 七姑/賽胡錦               |
| 白小曼 | 余娟娟                    |

## 外部連結
- 香港影庫上《聲色犬馬》的資料（繁體中文）
- 互联网电影数据库（IMDb）上《聲色犬馬》的资料（英文）